# Eugenio Torres de Velasco
Eugenio Domingo Torres de Velasco; político y abogado chileno. Nació en Santiago, en 1805. Falleció en la misma ciudad, el 6 de agosto de 1866. Hijo de un español, don Eugenio Domingo de Torres y López de Linares y doña María del Rosario Velasco y Cañas Portillo. Se casó en Santiago, con Magdalena Larraín Espinosa y tuvieron ocho hijos. 
Estudió Derecho en la Universidad Real de San Felipe y se tituló de abogado en 1830. 
Durante su vida política, militó en el Partido Conservador. Fue elegido Diputado por Cauquenes por el periodo 1834 - 1837 y por Linares en 1852. En ambos períodos participó de las Comisiones permanentes de Hacienda, Agricultura, Artes y Minería.
Senador por la provincia de Linares (1861-1867). Integró la Comisión permanente de Constitución, Legislación y Justicia.
Fue Presidente del Senado entre el 2 de junio de 1864 y el 6 de abril de 1865.
Falleció en la segunda etapa de su mandato senatorial, cuando ejercía la vicepresidencia del Senado. Fue enterrado en la Iglesia de los Capuchinos.